# Papillaria callochlorosa
Papillaria callochlorosa là một loài Rêu trong họ Meteoriaceae. Loài này được Müll. Hal. mô tả khoa học đầu tiên năm 1891.